# 米夏埃尔·罗伊施
米夏埃尔·罗伊施（德語：Michael Reusch，1914年2月3日—1989年4月6日），瑞士男子竞技体操运动员。他曾参加1936年和1948年夏季奥运会，其中1936年奥运会收获两枚银牌，1948年奥运会则收获一枚金牌和两枚银牌。